# ستيف ويليس
ستيف ويليس (بالإنجليزية: Steve Willis)‏ هو عارض أسترالي، ولد في 5 يونيو 1976 في أستراليا.

## وصلات خارجية
- الموقع الرسمي
- ستيف ويليس على موقع IMDb (الإنجليزية)